# Großsteingräber bei Bornsen (Bienenbüttel)
Die Großsteingräber bei Bornsen waren ursprünglich wohl sechs megalithische Grabanlagen der jungsteinzeitlichen Trichterbecherkultur bei Bornsen, einem Ortsteil der Gemeinde Bienenbüttel im Landkreis Uelzen, Niedersachsen. Sie bildeten zwei Gruppen mit jeweils drei Gräbern. Heute sind noch zwei Gräber der Nordgruppe und ein Grab der Südgruppe erhalten. Eine erhaltene Anlage der Nordgruppe trägt die Sprockhoff-Nummern 740, die erhaltene Anlage der Südgruppe die Nummer 741 und eine zerstörte Anlage der Südgruppe die Nummer 742.

## Forschungsgeschichte
Die drei nördlichen Gräber wurden erstmals 1841 von Johann Karl Wächter beschrieben. Für die mittlere der drei Anlagen erwähnte er eine wohl um 1829 erfolgte Grabung. 1846 verzeichnete Georg Otto Carl von Estorff zusätzlich zu den von Wächter genannten Anlage noch eine südliche Gruppe aus drei weiteren Gräbern. Weitere Dokumentationen erfolgten 1914 durch Karl Hermann Jacob und 1967/68 durch Ernst Sprockhoff und Gerhard Körner. Jacob, Sprockhoff und Körner fanden nur noch jeweils ein erhaltenes Grab der Nord- und Südgruppe vor. Die Reste des von ihnen als zerstört geführten mittleren Grabes der Nordgruppe wurden 1995 durch J. von Dein, einen Techniker der Bezirksarchäologie Lüneburg, wiederentdeckt.
Die Gräber wurden von verschiedenen Autoren unterschiedlich benannt und nummeriert.
| Fundplatz-Nr. | Denkmal-ID | Wächter    | v. Estorff            | Sprockhoff | Zustand    |
| Nordgruppe    | Nordgruppe | Nordgruppe | Nordgruppe            | Nordgruppe | Nordgruppe |
| ------------- | ---------- | ---------- | --------------------- | ---------- | ---------- |
| –             | –          | D          | Karte I B 3(?) oder – | –          | zerstört   |
| 15            | 32204768   | A          | Karte I B 4–5         | –          | erhalten   |
| 14            | 32204005   | C          | Karte I B 4–5         | I (740)    | erhalten   |
| Südgruppe     |            |            |                       |            |            |
| –             | –          | –          | Karte I B 6, Abb. IV  | 742        | zerstört   |
| –             | –          | –          | Karte I B 7           | –          | zerstört   |
| 1             | 32205204   | –          | Karte I B 8, Abb. V   | II (741)   | erhalten   |

## Lage

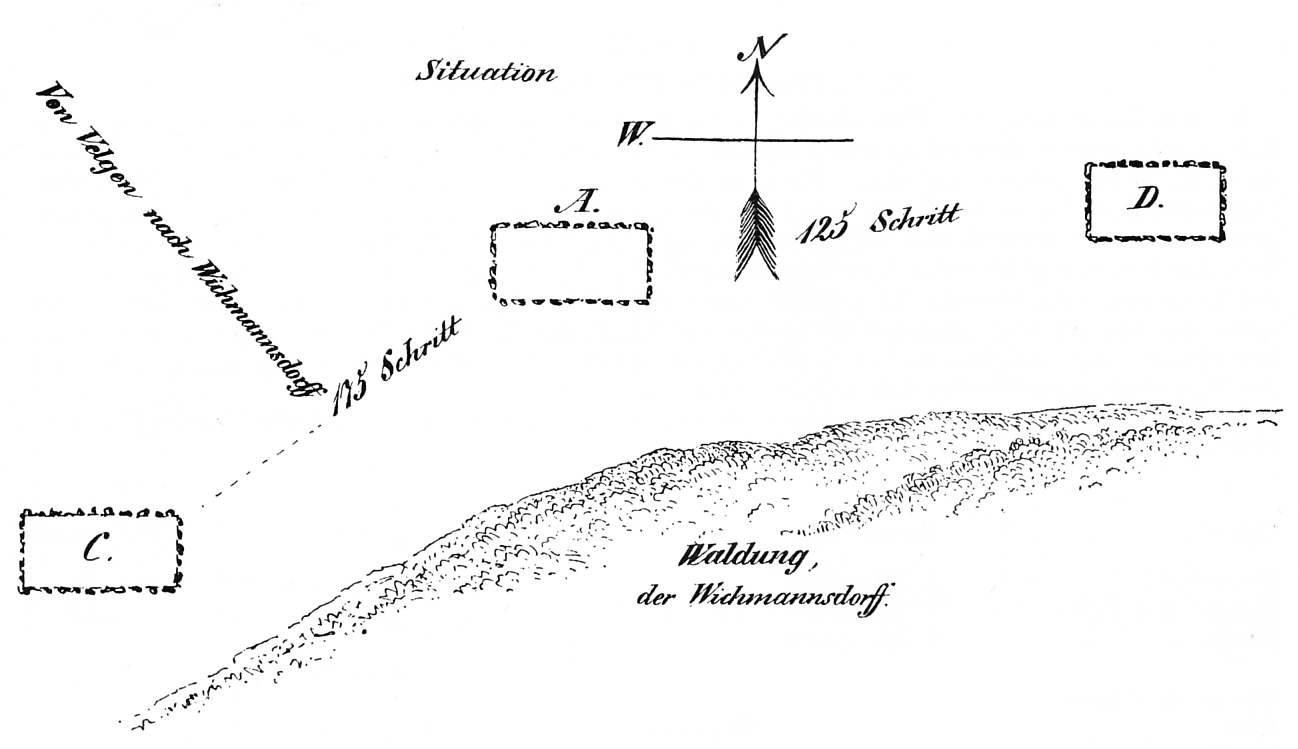
Lageplan der nördlichen Gräbergruppe nach Wächter

Die Gräber bilden zwei Gruppen: Die erste befindet sich nordwestlich von Bornsen im Forst Wichmannsdorf, einem Teil des Süsing. Wächter führte 1841 für diese Stelle noch drei vorhandene Grabanlagen auf. Erhalten ist das in seinem Plan mit C bezeichnete Grab, das Grab 1 (Nr. 740) bei Sprockhoff entspricht. Ebenfalls in Resten erhalten ist das von Wächter mit A bezeichnete Grab, das etwa 150 ostnordöstlich von Grab C auf der gegenüberliegenden Seite eines Waldwegs liegt. Wächter verortete es etwas ungenau 175 Schritt (ca. 130 m) nordöstlich von Grab C, weshalb sein Standort später wohl irrtümlich auf der gleichen Seite des Waldwegs vermutet wurde. Weitere 125 Schritt (ca. 94 m) östlich von Grab A diesem lag eine weitere Anlage, die Wächter mit D bezeichnete. Sie ist heute komplett verschwunden, sofern sie nicht mit einem im Denkmalatlas Niedersachsen verzeichneten großen, runden Grabhügel identisch ist.
Die zweite Gruppe liegt südwestlich von Bornsen, 2,2 km südlich von Gruppe 1. Sie bestand ursprünglich aus drei in einer ost-westlich verlaufenden Linie aufgereihten Gräbern, wie von Estorffs Karte zu entnehmen ist. Von diesen existiert nur noch das westliche, das Grab 2 (Nr. 741) bei Sprockhoff entspricht. Es liegt direkt am Rand eines Feldwegs. Für die beiden anderen gibt Estorff nur für das östliche nähere Informationen an. Dieses entspricht dem Grab Nr. 742 bei Sprockhoff.
Etwa 2 km östlich der Nordgruppe lagen die ursprünglich 14 Großsteingräber bei Rieste, von denen nur noch eines in Resten erhalten ist.

## Beschreibung

### Die Nordgruppe

#### Das erhaltene Grab Spr. I (740) / Wächter C
Das Grab besitzt ein ungefähr ost-westlich orientiertes Hünenbett. Es hat eine Länge von 35 m und eine Breite von 5 m. Es besaß ursprünglich eine steinerne Umfassung und einer Hügelschüttung, in deren östlichem Teil sich die Grabkammer befand. Sämtliche Steine des Grabes fehlen heute, die Hügelschüttung erreicht aber immer noch eine Höhe von 1 m. Die Standspuren der ehemaligen Steine sind teilweise noch deutlich zu erkennen.

#### Das erhaltene Grab Wächter A
Die Anlage besitzt ein nordost-südwestlich orientiertes Hünenbett. Seine Länge beträgt 40 m und damit deutlich mehr als die von Wächter angegebenen 42 Fuß. Die Breite beträgt 6–8 m. Die Hügelschüttung hat noch eine erhaltene Höhe zwischen 0,8 m und 1,0 m. Am Westende der südwestlichen Schmalseite steht ein Wächterstein offenbar noch in situ, ebenso ein weiterer Umfassungsstein im Westteil der Anlage. In diesem Bereich wurden außerdem noch weitere Steine festgestellt, die im Erdboden verborgen sind. Im Ostteil sind noch drei liegende Umfassungssteine zu erkennen. Mehrere Mulden an den Lang- und Schmalseiten des Hünenbetts kennzeichnen die ursprünglichen Standorte entfernter Umfassungssteine. Eine Grabkammer ist nicht mehr auszumachen. Nach Wächter befand sie sich etwa 10 Fuß (ca. 3 m) von der südwestlichen Schmalseite entfernt. Sie hatte eine Länge von 12 Fuß (ca. 3,5 m), eine Breite von 6 Fuß (ca. 1,8 m) und eine Höhe von 3,5 Fuß (ca. 1 m). Sie besaß mehrere Wandsteine aus Granit, die laut Wächter bearbeitet waren. Gemäß seiner Zeichnung waren es je fünf Steine an den Langseiten, drei an der östlichen und drei oder vier an der westlichen Schmalseite. Die Kammer dürfte damit als Großdolmen anzusprechen sein. Das Dach der Kammer bildeten vier Decksteine, die laut Wächter aus Tonschiefer bestanden und etwa 8 Zoll (ca. 0,2 m) dick waren.
Im Inneren der Kammer wurde an der Westseite eine kleine Steinkiste aus Feldsteinen entdeckt, die eine Breite und Höhe von jeweils 2 Fuß (ca. 0,6 m) aufwies und offenbar von einer Nachbestattung stammte. In der Kiste stand eine einzelne Urne, die mit Kochen (Leichenbrand?) und Sand gefüllt war. Weiterhin enthielt sie als Beigabe einen Dolch aus Feuerstein mit einer hölzernen Parierstange. Die Urne und der Holzgriff zerfielen bei der Bergung. Die Knochen wurden offenbar nicht aufgehoben. Der Dolch gelangte in Wächters Privatsammlung.

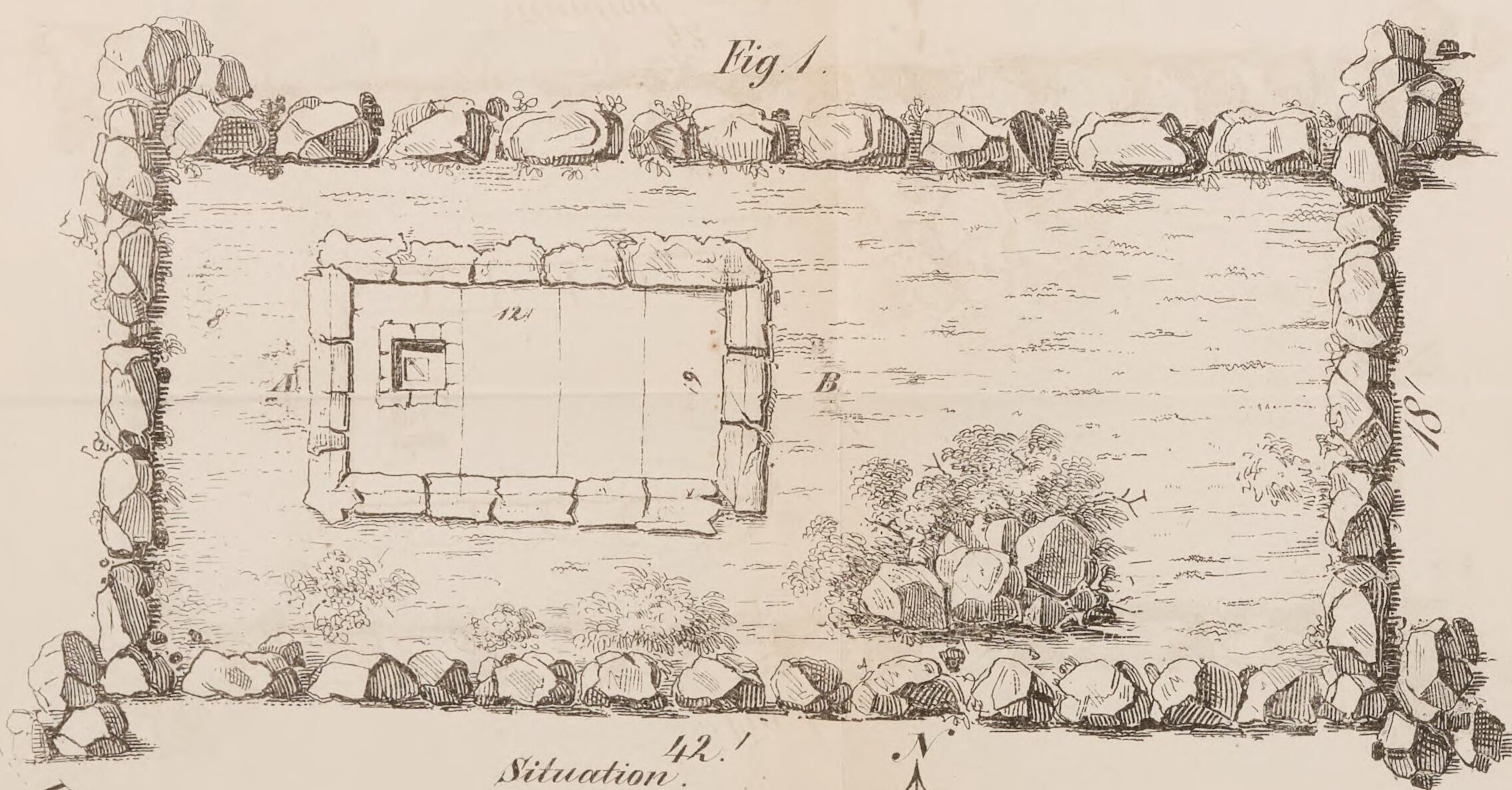
Grundriss von Grab A nach Wächter
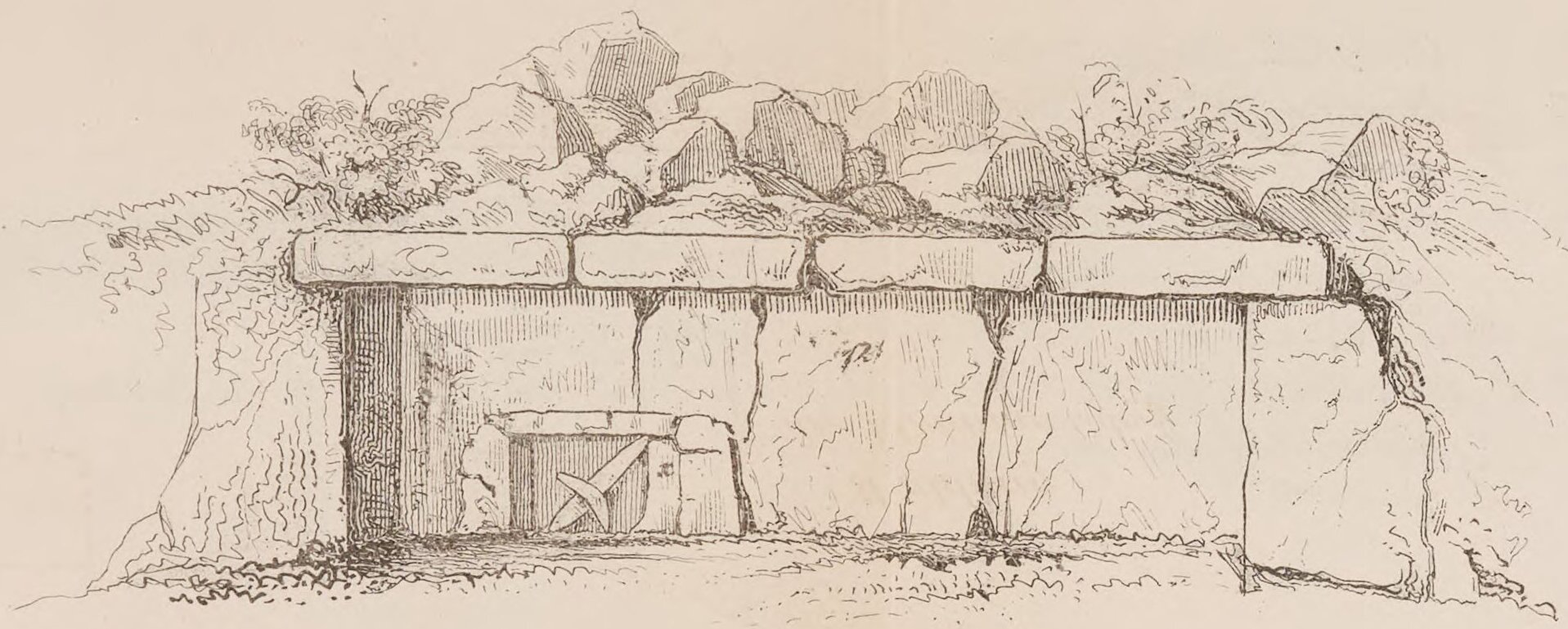
Schnittzeichnung der Grabkammer nach Wächter
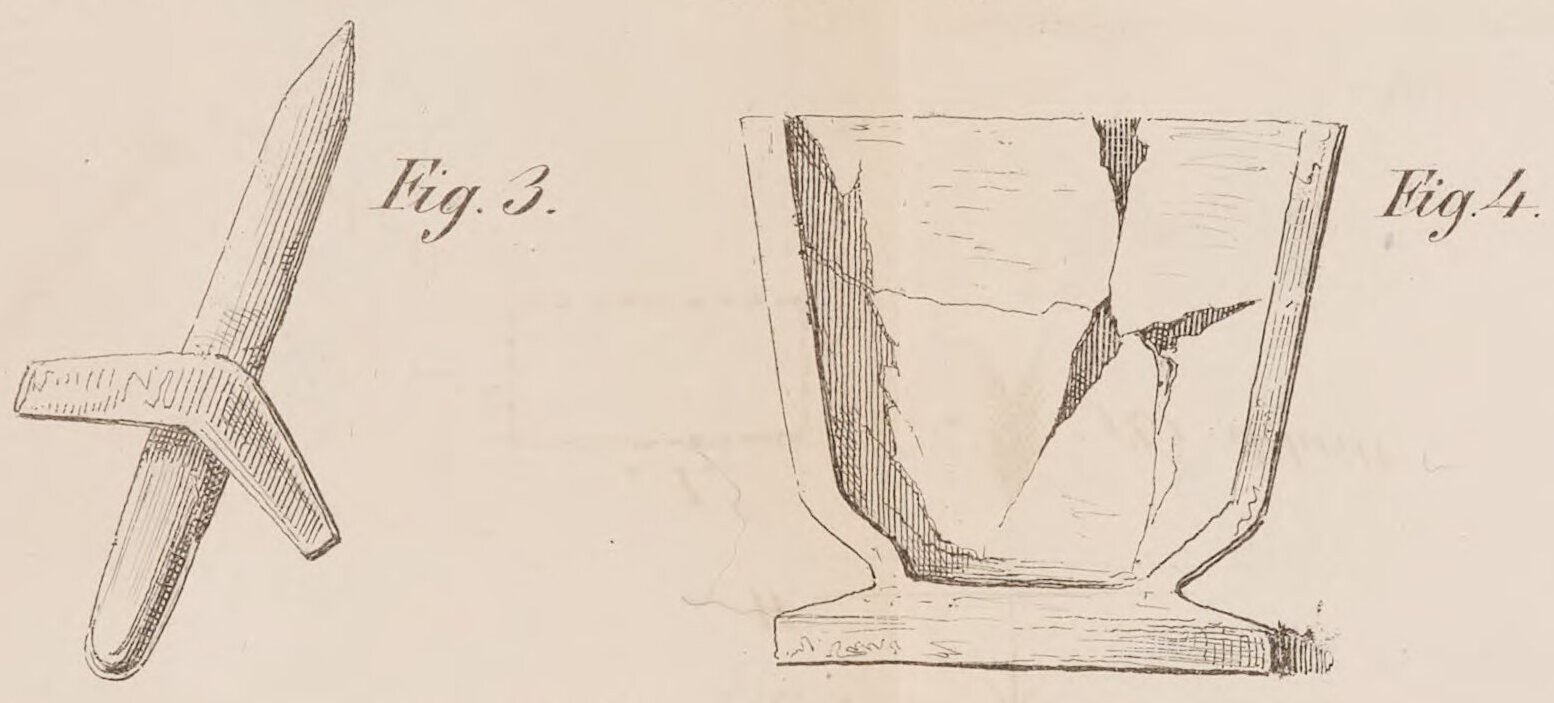
Funde aus der Steinkiste nach Wächter

Rechts der Grabkammer wurde ein kleiner Steinhaufen festgestellt, den Wächter nicht zu deuten wusste.

#### Das zerstörte Grab Wächter D
Zu diesem Grab liegt keine genauere Beschreibung vor. Wächter gab lediglich an, dass es wie die beiden benachbarten Anlagen ein rechteckiges Hünenbett besessen hatte und dass es kleiner war als Grab A. Auf von Estorffs Karte sind an der Stelle der nördlichen Gruppe bereits nur noch zwei Großsteingräber verzeichnet. Grab D war bei seiner Dokumentation entweder bereits zerstört oder seine Reste wurden von ihm als Erddenkmal aufgenommen.

### Die Südgruppe

#### Das erhaltene Grab Spr. II (741)

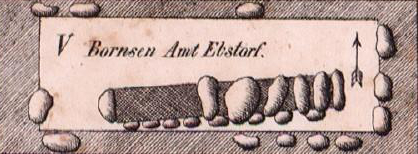
Grundriss des Grabes 2 (Nr. 741) nach von Estorff

Grab II besitzt ein stark zerstörtes Hünenbett, das nordwest-südöstlich orientiert ist. Die Maße des Hünenbetts sind nicht zu bestimmen, da kaum noch Umfassungssteine vorhanden sind. An den Schmalseiten fehlen sie komplett, an der nordöstlichen Langseite sind noch vier erhalten, an der südwestlichen noch acht, jedoch nicht alle in situ. Im Bereich der Grabkammer erreicht die Hügelschüttung noch eine Höhe von 1,5 m. Die Grabkammer liegt im südöstlichen Teil des Hünenbetts, jedoch nicht mittig, sondern zur südöstlichen Langseite hin verschoben. Sie ist leicht schräg zum Verlauf des Hünenbetts orientiert und besteht noch aus zwei großen Decksteinen sowie drei in situ stehenden Wandsteinen – zwei an der südlichen Langseite und einer an der nördlichen. Sprockhoffs Rekonstruktion geht von ursprünglich drei Wandsteinpaaren an den Langseiten und ebenso vielen Decksteinen aus. Die Rekonstruktionszeichnung von Estorffs gibt allerdings eine sehr viel größere Grabkammer an, die sich über gut drei Viertel der Länge des Hünenbetts erstreckt. Die Kammer dürfte als Großdolmen anzusprechen sein.

Grab 2
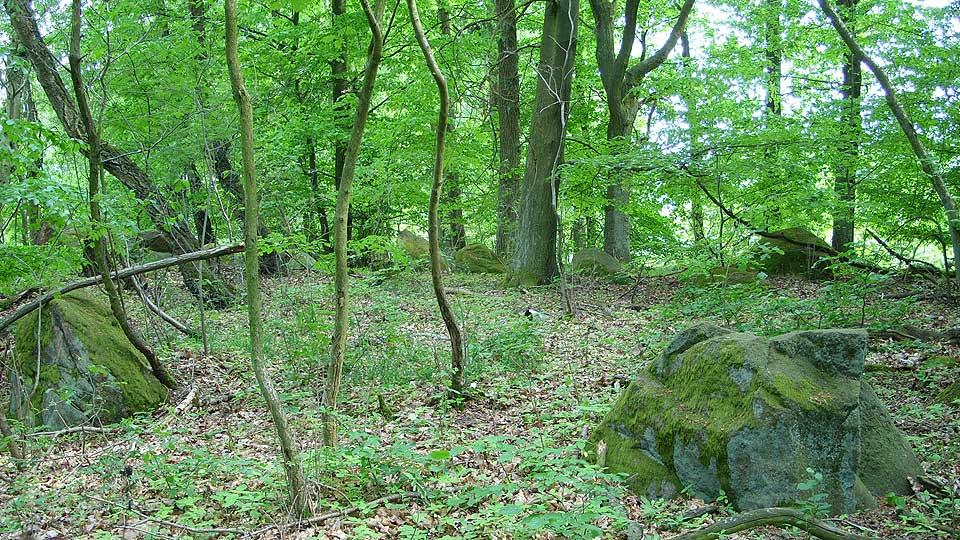
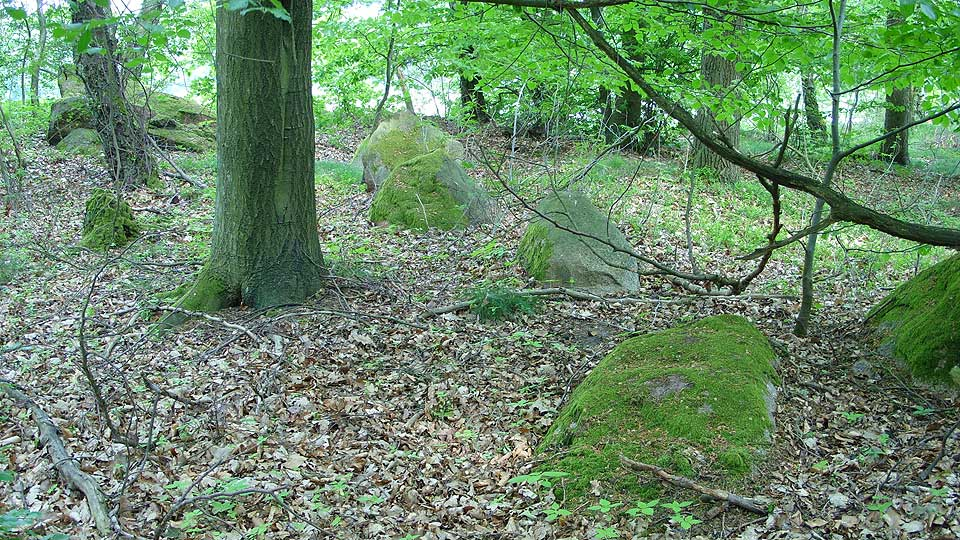
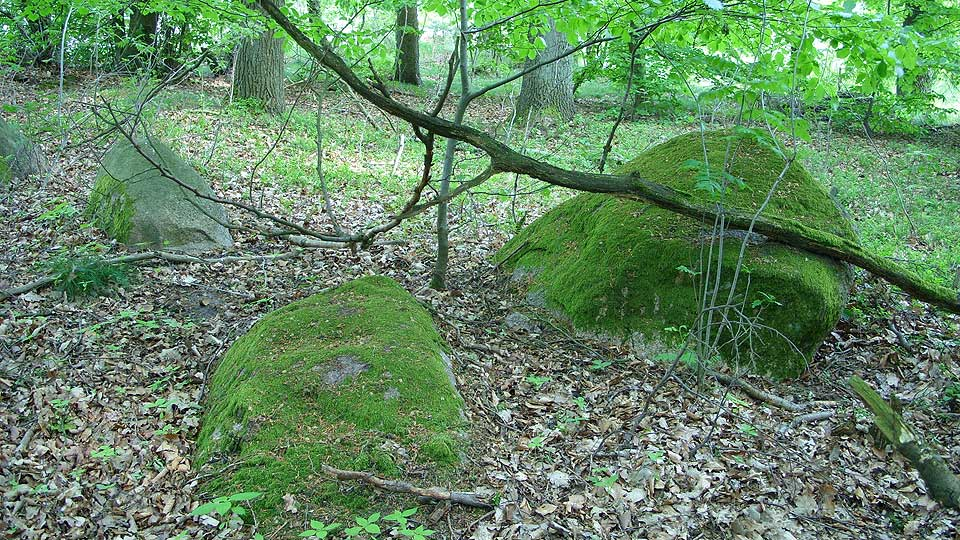

#### Das zerstörte Grab Estorff I B 7
Zu diesem Grab liegt keine genauere Beschreibung vor. Aus der Signatur auf von Estorffs Karte geht lediglich hervor, dass es wie die beiden benachbarten Anlagen ein rechteckiges Hünenbett besessen hatte. Wie beim östlich angrenzende Grab Spr. 742 dürfte das Hünenbett wohl ost-westlich orientiert gewesen sein. Beide Gräber scheinen ähnliche Ausmaße besessen zu haben.

#### Das zerstörte Grab Spr. 742

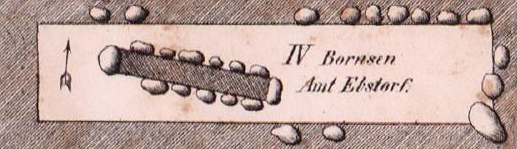
Grundriss des Grabes Nr. 742 nach von Estorff

Das ursprüngliche Aussehen des Grabes kann nur anhand einer Zeichnung von Estorffs rekonstruiert werden. Allerdings wies es bereits 1846 erhebliche Zerstörungen auf. Es handelte sich um ein ungefähr ost-westlich orientiertes Hünenbett mit einer Länge von etwa 30 m. Die meisten Umfassungssteine fehlten schon 1846. An der östlichen Schmalseite waren noch drei erhalten, an der südlichen Langseite zwei und an der nördlichen neun. Im Westteil des Hünenbetts stand die schräg gestellte Grabkammer, die ursprünglich sechs Wandsteinpaare an den Langseiten besaß. Bei der Aufnahmen durch von Estorff fehlte bereits ein Wandstein an der südwestlichen Langseite sowie sämtliche Decksteine. Die Grabkammer maß etwa 10 m × 1,6 m. Es dürfte sich um einen Großdolmen gehandelt haben.